# Dyrehaven

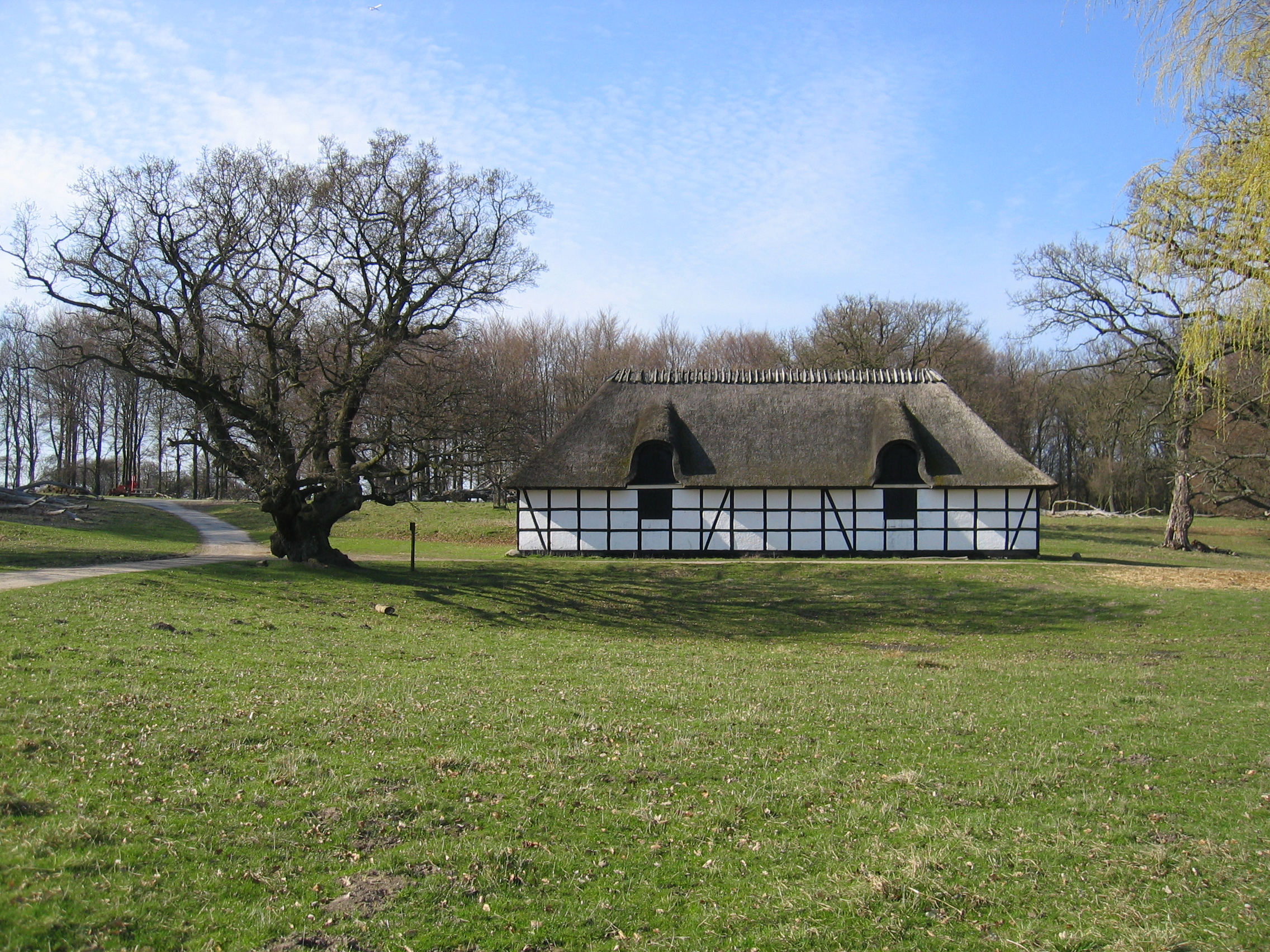
Eremitageslätten i Dyrehaven

Dyrehaven (danska: "Djurgården"), officiellt Jægersborg Dyrehave, är ett skogs-/parkområde) norr om Köpenhamn i Lyngby-Taarbæk kommun. Ytan är på cirka 1 100 hektar. En av parkens entréer ligger vid Klampenborg, där också Dyrehavsbakkens nöjespark är belägen. Dyrehaven utformades av Rudolph Rothe (1846).
I norr gränsar Dyrehaven till Jægersborg Hegn, som fram till 1832 var en del av Dyrehaven. Mellan dessa två bokskogar finns ett öppet område med golfbana och jaktslottet Eremitagen uppfört 1670–1699.
Dyrehaven skall inte förväxlas med den Store Dyrehave vid Hillerød.